# Vicente López Carril
Pour les articles homonymes, voir Vicente López et López.
Vicente López Carril (né le 2 décembre 1942 à La Corogne et mort le 29 mars 1980 à Gijón) est un coureur cycliste espagnol. 
Professionnel de 1967 à 1979, il a remporté des étapes sur les trois grands tours.

## Biographie
Vicente López Carril a été durant quelques saisons, au cours de la première moitié des années 1970, un des meilleurs cyclistes ibériques, aux côtés de José Manuel Fuente, Francisco Galdós, Santiago Lazcano, Miguel María Lasa, au sein de l'équipe Kas.
Il fait ses débuts dans le cyclisme de compétition en 1959, après avoir joué au football. Comme nombre de ses compatriotes, c'est dans la montagne qu'il montre le meilleur de son talent. Amateur jusqu'en 1966, il remporte dans cette catégorie (maintenant nommée "Espoirs") des succès probants, en particulier deux titres de Champion d'Espagne :  1963 (route), 1966 (montagne). Sélectionné dans l'équipe nationale amateurs, il remporte le Prix de la montagne du Tour de Grande-Bretagne en 1964, et termine second de cette épreuve, à cette occasion. Souvent classé, il termine 2e du Tour de la Bidassoa en 1965 (vainqueur : Domingo Perurena) puis en 1966 (vainqueur Luis Ocaña).
C'est au Tour de l'Avenir 1966 qu'il accède à une certaine notoriété, en remportant dans les Alpes la 8e étape Ivrée-Chamonix et en jouant un rôle d'équipier auprès de son leader José Gómez Lucas, et au sein de l'équipe d'Espagne (seconde du classement collectif).
Ces deux qualités, grimpeur et dévouement (ainsi il ne concourt pas personnellement pour le prix des grimpeurs des grands tours auxquels il participe), marquent l'ensemble de sa carrière cycliste, dont il est remarquable de constater qu'il l'a accomplie sous les couleurs presque uniques de l'équipe Kas. Avec cette équipe, il remporte le classement collectif du Tour d'Italie 1974, des Tours de France 1974 et 1976. Équipier de José Manuel Fuente, il parvient au faîte de sa carrière en 1974, en remportant le maillot de Champion d'Espagne, et en terminant sur la troisième marche du podium du Tour de France.
Vicente López Carril est décédé à 37 ans, victime d'une embolie au cours d'un match amical de football.    
Son frère Jesús, né le 7 novembre 1949, champion d'Espagne amateurs en 1975, a également été coureur professionnel.

## Palmarès

### Palmarès amateur
| - 1963 - Champion d'Espagne sur route amateurs - Tour de Ségovie - 4eb étape du Tour de Navarre - 1964 - 2e de la Milk Race - 1965 - Prueba Loinaz - 2e du Tour de la Bidassoa | - 1966 - Champion d'Espagne de la montagne amateurs - 8e étape du Tour de l'Avenir - 5e étape du Tour de Navarre - 2e du Tour de la Bidassoa - 3e du championnat d'Espagne sur route amateurs |  |

### Palmarès professionnel
| - 1968 - Tour de Majorque : - Classement général - 2e et 4eb (contre-la-montre) étapes - 2e de la Prueba Villafranca de Ordizia - 1969 - 2e du Tour des vallées minières - 1970 - 3ea étape du Tour de Catalogne - 3e de la Clásica de Sabiñánigo - 3e du GP Santander - 8e du Grand Prix du Midi Libre - 1971 - 5e étape du Tour d'Italie - Tour des vallées minières : - Classement général - 2ea étape - Trofeo Elola - 2e de la Prueba Villafranca de Ordizia - 10e du Tour de France - 1972 - GP Navarra - 3e du Tour de Ségovie - 4e du Tour d'Italie - 1973 - GP Cuprosan - 3e étape du Tour d'Aragon - Tour des vallées minières : - Classement général - 3e étape - Prologue du Tour des Asturies - 9e étape du Tour de France - Trois Jours de Leganés : - Classement général - 1re étape - 2e de la Clásica de Sabiñánigo - 2e du Tour d'Aragon - 3e de la Prueba Villafranca de Ordizia - 5e du Critérium du Dauphiné libéré - 9e du Tour de France | - 1974 - Champion d'Espagne sur route - 11e étape du Tour de France - 7e étape du Tour de Catalogne - 3e du Tour de France - 3e de l'Escalade de Montjuïc - 4e du Tour de Suisse - 8e du Tour d'Italie - 1975 - Tour du Levant : - Classement général - 2e étape - 17e étape du Tour de France - 3e du Tour de La Rioja - 5e du Tour de France - 1976 - 15e étape du Tour d'Espagne - 2e du Critérium du Dauphiné libéré - 2e de la Prueba Villafranca de Ordizia - 3e de la Clásica de Sabiñánigo - 5e du Tour d'Espagne - 10e du Tour de France - 1977 - GP Navarra - Klasika Primavera - Tour des Asturies : - Classement général - 2e étape - Prueba Villafranca de Ordizia - 1978 - 10e du Tour d'Espagne |  |

## Résultats sur les grands tours

### Tour de France
9 participations
- 1968 : 23e
- 1970 : 34e
- 1971 : 10e
- 1973 : 9e, vainqueur de la 9e étape
- 1974 : 3e, vainqueur de la  11e étape, victoire par équipes avec la formation espagnole KAS
- 1975 : 5e, vainqueur de la 17e étape
- 1976 : 10e, victoire par équipes avec la formation espagnole KAS
- 1977 : 23e
- 1979 : abandon (3e étape)

### Tour d'Italie
6 participations
- 1967 : 23e
- 1971 : 12e, vainqueur de la 5e étape
- 1972 : 4e
- 1974 : 8e, victoire par équipes avec la formation espagnole KAS
- 1975 : 22e
- 1977 : 55e

### Tour d'Espagne
9 participations
- 1967 : 14e
- 1968 : 34e
- 1969 : 26e
- 1970 : 17e
- 1972 : 12e
- 1973 : 17e
- 1976 : 5e, vainqueur de la 15e étape
- 1978 : 10e
- 1979 : 12e

## Autres classements
- Championnat du monde sur route
  - 26e en 1972
  - 18e en 1973
  - 26e en 1975
  - 20e en 1976

- Tour de Suisse
  - 27e en 1968
  - 4e en 1974
  - 22e en 1975
  - 15e en 1976
  - 23e en 1978

- Volta a Catalunya
  - 4e en 1966
  - 4e en 1969
  - 13e en 1970
  - 15e en 1971
  - 27e en 1972
  - 16e en 1973
  - 16e en 1974
  - 11e en 1975
  - 17e en 1976

- Grand Prix d'Eibar
  - 16e en 1967

- Tour du Pays basque
  - 4e en 1970
  - 15e en 1971
  - 9e en 1972
  - 15e en 1974
  - 22e en 1976

'